# Вирушка
Вирушка — река в России, протекает по Нижнеломовскому району Пензенской области. Устье реки находится в 23 км от устья реки Атмис по правому берегу. Длина реки составляет 16 км, площадь водосборного бассейна — 96,8 км².
Исток реки восточнее села Вирга на границе с Мокшанским районом в 30 км к юго-востоку от Нижнего Ломова. Течёт на запад, большая часть течения проходит по сильно вытянутому вдоль реки селу Вирга. Впадает в Атмис у села Атмис.

## Данные водного реестра
По данным государственного водного реестра России относится к Окскому бассейновому округу, водохозяйственный участок реки — Мокша от истока до водомерного поста города Темников, речной подбассейн реки — Мокша. Речной бассейн реки — Ока.
Код объекта в государственном водном реестре — 09010200112110000027063.